# Lasse Sobiech
Lasse Sobiech (Schwerte, Alemania, 18 de enero de 1991) es un exfutbolista alemán que jugaba de defensa.

## Selección nacional
Nació en Alemania y su familia es originaria de Silesia y Polonia. Fue internacional en categorías inferiores con la selección de Alemania.

## Estadísticas
Actualizado al final de carrera deportiva.
| Club                            | Div.          | Temporada     | Liga  | Liga  | Copas nacionales | Copas nacionales | Copas internacionales | Copas internacionales | Total | Total |
| Club                            | Div.          | Temporada     | Part. | Goles | Part.            | Goles            | Part.                 | Goles                 | Part. | Goles |
| ------------------------------- | ------------- | ------------- | ----- | ----- | ---------------- | ---------------- | --------------------- | --------------------- | ----- | ----- |
| Borussia Dortmund II · Alemania | 3.ª           | 2009-10       | 32    | 1     | ―                | ―                | ―                     | ―                     | 32    | 1     |
| Borussia Dortmund II · Alemania | 4.ª           | 2010-11       | 23    | 0     | ―                | ―                | ―                     | ―                     | 23    | 0     |
| Borussia Dortmund II · Alemania | Total club    | Total club    | 55    | 1     | 0                | 0                | 0                     | 0                     | 55    | 1     |
| Borussia Dortmund · Alemania    | 1.ª           | 2010-11       | 0     | 0     | 0                | 0                | 0                     | 0                     | 0     | 0     |
| Borussia Dortmund · Alemania    | Total club    | Total club    | 0     | 0     | 0                | 0                | 0                     | 0                     | 0     | 0     |
| F. C. St. Pauli II · Alemania   | 4.ª           | 2011-12       | 2     | 0     | ―                | ―                | ―                     | ―                     | 2     | 0     |
| F. C. St. Pauli II · Alemania   | Total club    | Total club    | 2     | 0     | 0                | 0                | 0                     | 0                     | 2     | 0     |
| F. C. St. Pauli · Alemania      | 2.ª           | 2011-12       | 13    | 1     | 1                | 0                | ―                     | ―                     | 14    | 1     |
| SpVgg Greuther Fürth · Alemania | 1.ª           | 2012-13       | 24    | 2     | 0                | 0                | ―                     | ―                     | 24    | 2     |
| SpVgg Greuther Fürth · Alemania | Total club    | Total club    | 24    | 2     | 0                | 0                | 0                     | 0                     | 24    | 2     |
| Hamburgo S. V. · Alemania       | 1.ª           | 2013-14       | 10    | 1     | 2                | 0                | ―                     | ―                     | 12    | 1     |
| Hamburgo S. V. · Alemania       | Total club    | Total club    | 10    | 1     | 2                | 0                | 0                     | 0                     | 12    | 1     |
| Hamburgo S. V. II · Alemania    | 4.ª           | 2013-14       | 3     | 1     | ―                | ―                | ―                     | ―                     | 3     | 1     |
| Hamburgo S. V. II · Alemania    | Total club    | Total club    | 3     | 1     | 0                | 0                | 0                     | 0                     | 3     | 1     |
| F. C. St. Pauli · Alemania      | 2.ª           | 2014-15       | 31    | 4     | 1                | 0                | ―                     | ―                     | 32    | 4     |
| F. C. St. Pauli · Alemania      | 2.ª           | 2015-16       | 32    | 4     | 0                | 0                | ―                     | ―                     | 32    | 4     |
| F. C. St. Pauli · Alemania      | 2.ª           | 2016-17       | 29    | 4     | 0                | 0                | ―                     | ―                     | 29    | 4     |
| F. C. St. Pauli · Alemania      | 2.ª           | 2017-18       | 26    | 3     | 1                | 0                | ―                     | ―                     | 27    | 3     |
| F. C. St. Pauli · Alemania      | Total club    | Total club    | 131   | 16    | 3                | 0                | 0                     | 0                     | 134   | 16    |
| F. C. Colonia · Alemania        | 2.ª           | 2018-19       | 17    | 0     | 0                | 0                | ―                     | ―                     | 17    | 0     |
| F. C. Colonia · Alemania        | 1.ª           | 2019-20       | 1     | 0     | 0                | 0                | ―                     | ―                     | 1     | 0     |
| F. C. Colonia · Alemania        | Total club    | Total club    | 18    | 0     | 0                | 0                | 0                     | 0                     | 18    | 0     |
| Royal Excel Mouscron · Bélgica  | 1.ª           | 2019-20       | 6     | 1     | ―                | ―                | ―                     | ―                     | 6     | 1     |
| Royal Excel Mouscron · Bélgica  | Total club    | Total club    | 6     | 1     | 0                | 0                | 0                     | 0                     | 6     | 1     |
| F. C. Zürich Suiza              | 1.ª           | 2020-21       | 12    | 3     | 0                | 0                | ―                     | ―                     | 12    | 3     |
| F. C. Zürich Suiza              | Total club    | Total club    | 12    | 3     | 0                | 0                | 0                     | 0                     | 12    | 3     |
| S. V. Darmstadt 98 · Alemania   | 2.ª           | 2021-22       | 15    | 0     | 0                | 0                | ―                     | ―                     | 15    | 0     |
| S. V. Darmstadt 98 · Alemania   | Total club    | Total club    | 15    | 0     | 0                | 0                | 0                     | 0                     | 15    | 0     |
| Stellenbosch F. C. Sudáfrica    | 1.ª           | 2022-23       | 6     | 0     | 1                | 0                | ―                     | ―                     | 7     | 0     |
| Stellenbosch F. C. Sudáfrica    | Total club    | Total club    | 6     | 0     | 1                | 0                | 0                     | 0                     | 7     | 0     |
| Total carrera                   | Total carrera | Total carrera | 282   | 25    | 6                | 0                | 0                     | 0                     | 288   | 25    |
| 1.                              |               |               |       |       |                  |                  |                       |                       |       |       |

## Palmarés

### Títulos nacionales
| Título        | Club              | País     | Año     |
| ------------- | ----------------- | -------- | ------- |
| Bundesliga    | Borussia Dortmund | Alemania | 2010-11 |
| 2. Bundesliga | F. C. Colonia     | Alemania | 2018-19 |